# کرستیچوو
کرستیچوو (به صربی: Krstićevo) یک منطقهٔ مسکونی در صربستان است که در تسرنا تراوا واقع شده‌است. کرستیچوو ۲۴ نفر جمعیت دارد.